# Coryphisoptron flaviventre
Coryphisoptron flaviventre är en tvåvingeart som först beskrevs av Malloch 1934.  Coryphisoptron flaviventre ingår i släktet Coryphisoptron och familjen fritflugor. Inga underarter finns listade i Catalogue of Life.